# Leon Jessen
Leon Jessen (Brande, 11 giugno 1986) è un ex calciatore danese, di ruolo difensore.

## Carriera

### Club
Con il Midtjylland ha militato nella Superligaen dal 2005 al 2010, quindi si trasferisce ai tedeschi del Kaiserslautern, neopromossi in Bundesliga.
Il 10 luglio 2015 il giocatore danese viene ingaggiato dall'Esbjerg fB.

### Nazionale
Ha giocato nelle nazionali giovanili danesi Under-19, Under-20 ed Under-21.
Tra il 2009 ed il 2010 ha giocato in tutto 4 partite con la nazionale maggiore danese, senza mai segnare.

## Palmarès

### Club

#### Competizioni nazionali
- Campionato tedesco di seconda divisione: 1

Ingolstadt 04: 2014-2015